# Masacre de la Escuela Secundaria de Columbine
La masacre del instituto Columbine, o simplemente Columbine, fue un tiroteo escolar e intento de ataque bomba que ocurrió el 20 de abril de 1999 en Columbine, Colorado, Estados Unidos, un área no incorporada del condado de Jefferson. Los perpetradores fueron los estudiantes de último año Eric Harris y Dylan Klebold, quienes asesinaron a 12 estudiantes y un profesor antes de suicidarse. Además, 21 personas fueron heridas por disparos y otros tres se lastimaron al intentar escapar de la escuela. Hasta la masacre de la Escuela Primaria de Sandy Hook en diciembre de 2012, y el tiroteo en la escuela secundaria Stoneman Douglas de Parkland en febrero de 2018, Columbine era, respectivamente, el tiroteo masivo más letal en una escuela K-12 y una escuela secundaria en la historia de Estados Unidos.
Aunque sus motivos exactos no están claros, los diarios personales de los perpetradores documentan que deseaban que sus acciones rivalizaran el atentado de Oklahoma City y otros incidentes mortales en los Estados Unidos en la década de 1990. Harris también manifestó el deseo de estrellar aviones contra el Empire State o las Torres Gemelas, pensamiento que se materializaría en el 11S.
El ataque fue definido por USA Today como un «ataque suicida planeado como un gran bombardeo terrorista».
La masacre provocó un debate sobre las leyes de control de armas, las subculturas y el acoso. Derivó en un mayor énfasis en la seguridad de las escuelas con políticas de cero tolerancia, y un pánico moral sobre la subcultura gótica, la cultura de las armas, los marginados sociales (aunque los perpetradores no eran excluidos), y el uso de antidepresivos farmacéuticos por los adolescentes.

## Antecedentes
En 1996, Eric Harris creó un sitio web privado en America Online con el fin de guardar niveles de juego que él y su amigo, Dylan Klebold, crearon para su uso en el videojuego Doom. En este sitio, Harris creó un blog que incluía bromas y escritos cortos con pensamientos sobre sus padres, la escuela y sus amigos. Al finalizar el año, el sitio contenía instrucciones relacionadas con la fabricación de explosivos, y blogs donde describía los problemas que él y Klebold estaban provocando. A principios de 1997, las publicaciones del blog comenzaron a mostrar los primeros signos de la creciente ira de Harris contra la sociedad.
El sitio de Harris atrajo a muy pocos visitantes y no causó ninguna preocupación sino hasta marzo de 1998. Klebold dio la dirección de la página a Brooks Brown, un antiguo amigo de Dylan. La madre de Brown presentó varias quejas ante la oficina del Sheriff del Condado de Jefferson con respecto a Harris, pues creía que se trataba de un joven peligroso. El sitio web contenía diversas amenazas de muerte contra Brown. Klebold sabía que si Brooks accedía al sitio, éste descubriría el contenido e informaría a sus padres, y probablemente las autoridades serían notificadas sobre el hecho. Una vez que los padres de Brown accedieron al sitio, contactaron a la oficina del Sheriff del Condado de Jefferson. El investigador Michael Guerra fue informado sobre el sitio web. Cuando accedió a la página, Guerra descubrió numerosas amenazas violentas dirigidas contra los estudiantes y maestros de la Escuela Preparatoria de Columbine. En la misma página se podían ver algunas frases que Harris había escrito acerca de su odio general a la sociedad, y su deseo de matar a quienes le molestaban.
Harris contó en su página que había fabricado algunas bombas caseras y añadió además una lista negra de individuos, aunque no fijó ningún plan sobre cómo atacarlos. Como Harris había publicado en su página que poseía explosivos, Guerra escribió un proyecto de declaración jurada, solicitando una orden de registro de la casa de Harris. La declaración jurada también mencionaba la sospecha de que Harris estaba involucrado en un caso de febrero de 1998 relacionado con bombas. La declaración jurada finalmente no fue presentada. Fue ocultada por la oficina del Sheriff del condado de Jefferson y no fue revelada sino hasta septiembre de 2001, como resultado de una investigación realizada por el programa de televisión 60 Minutes.
Después de la revelación de la declaración, se dio inicio a una serie de investigaciones del gran jurado sobre las actividades de encubrimiento de los funcionarios del Condado de Jefferson. La investigación reveló que altos funcionarios del condado se habían reunido días después de la masacre para discutir sobre la divulgación de la declaración jurada al público. Debido a que la declaración sobre el apoyo a la emisión de una orden de registro para la casa de Harris por un juez carecía de información, se decidió no revelar su existencia en una próxima conferencia de prensa. Y los puntos a discutir nunca fueron revelados a todo aquel que no formara parte de los miembros del gran jurado. Tras la rueda de prensa, los documentos originales de Guerra desaparecieron. En septiembre de 1999, un investigador del condado de Jefferson no pudo encontrar los documentos durante una búsqueda secreta del sistema informático del condado. Un segundo intento a finales de 2000 encontró copias del documento dentro de los archivos del condado de Jefferson. Los documentos fueron reconstruidos y publicados en septiembre de 2001, pero los documentos originales siguen sin aparecer. La investigación final del gran jurado fue revelada en septiembre de 2004.
El 30 de enero de 1998, Harris y Klebold robaron herramientas y otros equipos de una camioneta estacionada cerca de la ciudad de Littleton. Ambos jóvenes fueron arrestados y posteriormente asistieron a una audiencia conjunta en la corte, en la que se declararon culpables del robo. El juez sentenció al dúo a participar en un programa diseñado para alejar a los jóvenes de actos ilícitos. Allí ambos asistieron a clases obligatorias y hablaron con los oficiales del programa. En una de sus clases se les enseñó el manejo de la ira. Harris también comenzó a asistir a clases de terapia con un psicólogo. Klebold tenía una historia de alcoholismo y había fallado una prueba de orina diluida, pero ni él ni Harris asistieron a clases de abuso de sustancias.
Harris y Klebold finalmente fueron liberados del programa con anticipación debido a las acciones positivas en sus clases; ambos estaban en libertad condicional. Poco después de la audiencia de Harris y Klebold en la corte, el blog en línea de Harris desapareció. Su sitio web fue revertido a su propósito original de publicar niveles creados por usuarios del videojuego Doom. Harris comenzó a escribir en un diario, en el que registró sus pensamientos y planes. En abril de 1998, como parte de su programa obligatorio, Harris escribió una carta de disculpa al dueño de la camioneta. Sin embargo, al poco tiempo se burló furiosamente del dueño del vehículo en su diario, afirmando que él creía que tenía el derecho de robar algo si así lo quería. Harris continuó las reuniones programadas con su psicólogo hasta unos meses antes de que él y Klebold cometieran la masacre en la Preparatoria Columbine.
Harris dedicó una sección de su sitio web a publicar contenido relacionado con su progreso con Klebold en su colección de armas y la construcción de bombas (posteriormente utilizaron ambas para atacar a los estudiantes de la escuela). Después de que se hizo público el sitio web, AOL lo eliminó permanentemente de sus servidores.

### Carta de Eric a los creadores de Doom
En algún punto de su vida, Eric les mandó una carta a los desarrolladores de Doom. En esta última expresaba su fanatismo hacia el juego y consultó sobre la posibilidad de que Id Software lanzara un "Doom 3".
En la carta, Eric propuso que "Doom 3" contuviera todas las armas, enemigos y escenarios de sus dos antiguas entregas, pero con los motores gráficos de la época (Posiblemente entre 1997 y 1998). Además de eso, Eric les comentó a los desarrolladores sobre los niveles que él había diseñado en Doom 2, y que estos últimos podrían servirles de inspiración para los escenarios de una futura entrega (También se ofreció como diseñador de niveles/gráficos para "Doom 3").
Al final de la carta, realizó 3 preguntas:
- ¿Han considerado que "Doom 3" se pueda crear con un motor gráfico igual o mejor al utilizado en Quake II?

- ¿Es posible poder hacer un plugin de Doom dentro Quake, Quake II u otros juegos de este tipo?

- ¿Qué tal sería estrenar una película de Doom?

Id Software nunca respondió a la carta.

### Medicación
En una de las reuniones con su psicólogo designado, Harris se quejó de depresión, enojo y pensamientos suicidas. Como resultado, se le recetó el antidepresivo Zoloft. También se quejó de tener problemas para concentrarse y problemas de ansiedad. En abril, su doctor cambió su receta por Luvox, un fármaco antidepresivo similar.

### Diarios y videos
Harris y Klebold comenzaron a escribir en diarios poco después de sus arrestos en 1998. En estos diarios, ambos documentaron su arsenal con cintas de video que mantuvieron en secreto.
En sus diarios escribieron sobre un supuesto plan de un gran bombardeo que rivalizaría con el ocurrido en Oklahoma City. Sus diarios contenían varios escritos sobre formas de escapar a México, secuestrar un avión en el Aeropuerto Internacional de Denver y estrellarlo contra un edificio en la ciudad de Nueva York, y detalles sobre el ataque planeado. El dúo esperaba que la detonación de sus explosivos caseros en la cafetería en la hora más concurrida del día matara a cientos de estudiantes y después dispararían a los sobrevivientes que huían de la escuela. Posteriormente, cuando los vehículos de policía, ambulancias, camiones de bomberos y reporteros llegaran a la escuela, las bombas colocadas en los coches de los jóvenes harían explosión, matando al personal de emergencia y a otros. El día de la masacre, los explosivos en sus automóviles no detonaron.
Los jóvenes grabaron vídeos que documentaban sobre los explosivos, las municiones y las armas que habían obtenido ilegalmente. Ellos revelaron la forma en que escondieron sus arsenales en sus hogares, así como la forma en que engañaron a sus padres acerca de sus actividades. El par filmó vídeos de prácticas de tiro en las áreas boscosas cercanas, así como áreas de la escuela que planeaban atacar. El 20 de abril, aproximadamente treinta minutos antes del ataque, hicieron un vídeo final diciendo adiós y pidiendo disculpas a sus amigos y familiares.

## Armas de fuego
En los meses previos al ataque, Harris y Klebold adquirieron dos armas de fuego de 9 mm y dos escopetas de calibre 12. Su amiga, Robyn Anderson, quien incluso estaba enamorada de Dylan, había comprado inadvertidamente una carabina y las dos escopetas usadas en la masacre en el Tanner Gun Show en diciembre de 1998. A través de Philip Duran, otro amigo, Harris y Klebold compraron más tarde una pistola a Mark Manes por 500 dólares.
Usando instrucciones obtenidas a través de Internet, Harris y Klebold construyeron un total de 99 artefactos explosivos improvisados de varios diseños y tamaños. Recortaron los cañones y las culatas de sus escopetas para hacerlas más fáciles de ocultar.
El día de la masacre, Harris estaba equipado con una escopeta de corredera Savage-Springfield 67H de calibre 12 (que disparó un total de 25 veces) y una carabina Hi-Point 995 de 9 mm con trece cargadores de 10 balas (que disparó un total de 96 veces). Klebold estaba equipado con una pistola semiautomática Intratec AB-10 de 9 mm con un cargador de 52 balas, uno de 32 y otro de 28; y una escopeta recortada de dos cañones Stevens 311D calibre 12. Klebold disparó principalmente la pistola TEC-9 un total de 55 veces, mientras que disparó un total de 12 cartuchos de su escopeta de dos cañones.

## La masacre

### Minutos previos al tiroteo
En la mañana del martes 20 de abril de 1999, Harris y Klebold colocaron una pequeña bomba incendiaria en un campo a unos tres kilómetros al sur del instituto Columbine, y a dos millas al sur de la estación de bomberos. La bomba estaba programada para explotar a las 11:14 de la mañana con el propósito de distraer a los bomberos y al personal de emergencia de la escuela. Ésta detonó parcialmente y provocó un pequeño incendio que fue rápidamente extinto por las alarmas de agua.
A las 11:14 a. m. Harris y Klebold llegaron de forma separada al colegio: Harris estacionó su vehículo en la entrada sur y Klebold estacionó en la entrada occidental. La cafetería de la escuela, su primer objetivo de bomba, se encontraba entre sus zonas de parqueo. Después de estacionar sus vehículos que también contenían bombas (programadas para detonar a las 12:00), el dúo se encontró cerca del coche de Harris y se armó con dos bombas de 20 libras de propano cada una antes de ingresar a la cafetería. Los jóvenes colocaron los explosivos aproximadamente a las 11:17 a. m. dentro de la cafetería y volvieron a sus coches esperando la explosión con el objetivo de disparar a todo el que intentara escapar del edificio. Si las bombas hubieran explotado con todo su poder, habrían asesinado o herido a cerca de 488 estudiantes en la cafetería y posiblemente habrían hecho colapsar el techo, derrumbando parte de la biblioteca dentro de la cafetería.
El asistente del Sheriff del condado de Jefferson, Neil Gardner, fue asignado a la escuela preparatoria como oficial de recursos escolares, uniformado y armado a tiempo completo. Gardner comía generalmente con los estudiantes en la cafetería, pero el 20 de abril estaba comiendo en su coche patrulla en la esquina noroeste del campus. El personal de seguridad de Columbine no se percató de las bombas en la cafetería porque un vigilante estaba reemplazando la cinta de vídeo de seguridad de la escuela. Las bolsas que contenían las bombas fueron visibles por primera vez en la nueva cinta de seguridad, pero no fueron identificadas como objetos sospechosos. Ningún testigo recordó ver las bolsas de lona que se agregaban a las 400 o más mochilas presentes en la cafetería.
Cuando los dos jóvenes regresaron a sus vehículos, Harris se encontró con Brooks Brown, un amigo y compañero de clase con el que recientemente había solucionado una larga serie de desacuerdos. Brown, que estaba en el aparcamiento fumando un cigarrillo, se sorprendió al ver a Harris, a quien recientemente había notado ausente de un examen importante. Harris no parecía preocupado, cuando Brown le recordó este hecho, este comentó: «Ya no importa». Entonces, Harris le dijo a Brown: «Brooks, me caes bien. Ahora, sal de aquí. Vete a casa». Brown, sintiéndose incómodo, se marchó del lugar. Varios minutos más tarde, los estudiantes que salían de Columbine para el almuerzo observaron a Brown caminando por la calle South Pierce, lejos de la escuela. Mientras tanto, Harris y Klebold se armaron en sus vehículos y esperaron a que las bombas explotaran.

### 11:19 a.m. Inicio del tiroteo
- 1. Rachel Scott, 17. Asesinada por disparos en la cabeza, torso, y pierna mientras almorzaba cerca de la entrada oeste de la escuela. Fue alcanzada primero que Richard Castaldo,
- 2. Richard Castaldo, 17. Recibió disparos en el brazo, pecho, espalda y abdomen mientras almorzaba con Rachel Scott cerca de la entrada oeste.
- 3. Daniel Rohrbough, 15. Lastimado críticamente por disparos al abdomen y pierna en la escalera oeste; recibió un disparo a través del torso superior en la base de las mismas escaleras. Muere poco después.
- 4. Sean Graves, 15. Recibió disparos en la espalda, pie y abdomen, en la escalera oeste.
- 5. Lance Kirklin, 16. Herido críticamente por disparos en la pierna, cuello, y mandíbula en la escalera oeste.
- 6. Michael Johnson, 15. Recibió disparos en la cara, pierna y brazo en la escalera oeste.
- 7. Mark Taylor, 16. Recibió disparos en el pecho, brazos y pierna al oeste de la escalera.
- 8. Anne-Marie Hochhalter, 17. Recibió disparos en el pecho, abdomen, espalda, brazo y pierna izquierda cerca de la entrada a la cafetería.
- 9. Brian Anderson, 17. Herido cerca de la entrada oeste por vidrios rotos.
- 10. Patti Nielson, 35. Herida en el hombro por metralla cerca de la entrada oeste.
- 11. Stephanie Munson, 17. Recibió un disparo en el tobillo en el pasillo norte.
- 12. William Dave Sanders, 47. Murió desangrado después de recibir disparos en la espalda y cuello en el pasillo sur.

Cuando las bombas de la cafetería no explotaron, Harris y Klebold se reunieron y caminaron hacia la escuela. Ambos armados, subieron por las escaleras a la parte superior de la entrada oeste, ubicándose al mismo nivel de los campos de deporte al oeste del edificio y de la biblioteca dentro de la entrada oeste, justo encima de la cafetería. Desde este punto de vista, la entrada oeste de la cafetería estaba ubicada en la parte inferior de la escalera, a un lado del estacionamiento de estudiantes de último año.
A las 11:19 de la mañana, Rachel Scott, de 17 años, almorzaba con su amigo Richard Castaldo, ambos sentados en el césped junto a la entrada oeste de la escuela. Castaldo dijo que vio a uno de los muchachos lanzar una bomba que apenas detonó, por lo que no se lo tomó muy en serio. En ese momento, otro testigo oyó a Eric Harris gritar «¡Vaya, vaya!» a la vez que sacaban sus armas, ocultas hasta entonces en sus gabardinas, y comenzaban a disparar contra Castaldo y Scott. Scott fue impactada cuatro veces y murió al instante. Castaldo fue impactado ocho veces (en el pecho, el brazo y el abdomen) perdiendo el conocimiento. No se sabe quién disparó primero pero sí que fueron las balas de Harris las que mataron a Scott, y Castaldo reportó que ella fue alcanzada antes que él.
Después de los dos primeros disparos, Harris se quitó su gabardina y apuntó su carabina de 9 mm por la escalera oeste hacia tres jóvenes: Daniel Rohrbough y Sean Graves, ambos de 15 años, y Lance Kirklin, de 16. Kirklin más tarde afirmó haber visto a Klebold y Harris de pie en la parte superior de la escalera, antes de que abrieran fuego. Los tres jóvenes fueron heridos de bala. Dentro de la escuela, algunos de los estudiantes creían que estaban siendo testigos de una broma por parte de los dos estudiantes de último año. Pero en la cafetería, Dave Sanders (profesor de informática y de negocios, y entrenador del equipo de atletismo de la escuela) rápidamente se dio cuenta de que no era una broma, sino un ataque deliberado contra la escuela.
Harris y Klebold se volvieron y comenzaron a disparar hacia el oeste en dirección a cinco estudiantes sentados en la ladera de césped junto a los escalones y frente a la entrada oeste de la escuela. Allí Michael Johnson, de 15 años, fue alcanzado en la cara, pierna y brazo, pero corrió y consiguió escapar; Mark Taylor, de 16 años, recibió disparos en el pecho, los brazos y la pierna y cayó al suelo fingiendo su muerte. Los otros tres escaparon ilesos.
Klebold bajó los escalones hacia la cafetería. Se acercó a Lance Kirklin, quien ya estaba herido y tendido en el suelo, y que pedía débilmente ayuda. Según los testigos, Klebold dijo «Claro, te ayudaré» y acto seguido le disparó en la cara, hiriéndolo críticamente. Daniel Rohrbough y Sean Graves habían bajado la escalera oeste cuando Klebold y Harris se habían distraído con los estudiantes sobre el césped. Graves, paralizado de la cintura hacia abajo, se arrastró hasta el umbral de la entrada oeste de la cafetería y colapsó. Klebold le disparó a Rohrbough, quien ya estaba herido de muerte por los disparos que previamente le había hecho Harris a corta distancia por el costado izquierdo, y luego pasó por encima de Sean Graves para entrar en la cafetería. Los funcionarios especularon que Klebold fue a la cafetería para revisar las bombas de propano. Harris derribó a disparos a varios estudiantes sentados cerca de la entrada de la cafetería, hiriendo gravemente y provocándole una parálisis parcial a Anne-Marie Hochhalter, de 17 años, cuando intentaba huir. Klebold salió de la cafetería y subió las escaleras para unirse a Harris.
Dispararon contra los estudiantes cerca de un campo de fútbol, pero no lograron alcanzar a ninguno. Caminaron hacia la entrada del oeste, lanzando bombas, pocas de las cuales detonaron. Mientras tanto, dentro de la escuela, Patti Nielson, una maestra de arte, había notado la conmoción y caminó hacia la entrada oeste con el estudiante Brian Anderson de 17 años. La profesora tenía la intención de ir fuera para decirles a los dos estudiantes que se controlaran, pensando que Klebold y Harris estaban filmando un vídeo o haciendo una broma. Cuando el estudiante Brian Anderson abrió el primer juego de puertas dobles, Harris y Klebold dispararon a través de las ventanas. Hirieron con los cristales rotos a Anderson y a Nielson en el hombro con restos de metralla. Nielson se puso en pie y corrió por el pasillo hacia la biblioteca, alertando a los estudiantes del peligro y diciéndoles que se escondieran debajo de los escritorios y guardaran silencio. Nielson marcó al 911 y se escondió bajo el mostrador administrativo de la biblioteca. Sin embargo, Anderson se quedó atrás, atrapado entre las puertas exteriores e interiores.

### 11:22 a.m.: Respuesta de la policía
A las 11:22, el vigilante llamó al asistente del sheriff, Neil Gardner por la radio de la escuela, solicitando asistencia en el aparcamiento de los alumnos de último año. La única ruta pavimentada lo llevó alrededor de la escuela al este y al sur sobre Pierce Street, donde, a las 11:23, escuchó en su radio de policía que una mujer estaba herida y asumió que había sido arrollada por un coche. Mientras salía de su coche patrulla en el aparcamiento de estudiantes de último año a las 11:24 a. m., escuchó otra llamada en la radio de la escuela que decía: «Neil, hay alguien disparando en la escuela». Harris, en la entrada oeste, disparó inmediatamente su rifle hacia Gardner, que estaba a sesenta metros de distancia. Gardner devolvió el fuego con su pistola de servicio pero, al no llevar sus gafas, fue incapaz de impactar a los tiradores.
De este modo, cinco minutos después de que comenzaran los disparos y dos minutos después de la primera llamada de radio, Gardner estaba involucrado en un tiroteo con Harris y Klebold, había dos muertos y diez heridos, Harris había disparado diez veces y Gardner cuatro, antes de que Harris se replegara hacia el edificio. Ninguno de los dos resultó herido en este intercambio de disparos. Gardner informó en su radio de policía: «Disparos en el edificio, necesito a alguien en el aparcamiento sur conmigo».
El tiroteo distrajo a Harris y a Klebold del lesionado Brian Anderson. Anderson escapó a la biblioteca y se escondió dentro de un aula de descanso. El dúo se movió a lo largo del pasillo norte, lanzando bombas y disparando en dirección de cualquier persona que encontraran. Klebold le disparó a Stephanie Munson en el tobillo, aunque ella pudo salir de la escuela. Dispararon en dirección de las ventanas hacia la entrada este de la escuela. Después de pasar por el pasillo varias veces y disparar a los estudiantes que vieron, Harris y Klebold se dirigieron hacia la entrada oeste y entraron en el pasillo de la biblioteca.
Paul Smoker, un patrullero en motocicleta de la oficina del Sheriff del condado de Jefferson, estaba diligenciando una infracción de tránsito al norte de la escuela cuando llegó la llamada sobre una «mujer herida» a las 11:23 (probablemente refiriéndose a la ya fallecida Rachel Scott). Tomando la ruta más corta, condujo su motocicleta sobre la hierba entre los campos de atletismo y se dirigió hacia la entrada oeste. Cuando vio a Scott Taborsky siguiéndolo en un coche patrulla, abandonó su motocicleta para cubrirse en el coche. Los dos estaban rescatando a dos estudiantes heridos cerca de los campos de juego cuando el tiroteo entre Harris (localizado en la entrada oeste) y Gardner (localizado en el aparcamiento) estalló a las 11:26. Smoker devolvió fuego desde la cima de la colina, disparando tres balas, y Harris se retiró. Una vez más, nadie fue impactado.
Dentro de la escuela, el profesor Dave Sanders había evacuado con éxito a los estudiantes de la cafetería; algunos de ellos subieron por la escalera que conducía al segundo piso de la escuela. Las escaleras estaban situadas a la vuelta de la esquina del pasillo de la biblioteca en el pasillo sur. Para entonces, Harris y Klebold estaban dentro del pasillo principal. Sanders y otro estudiante estaban al final del pasillo todavía tratando de asegurar la escuela. Mientras corrían se encontraron con Harris y Klebold, que se acercaban desde la esquina del pasillo norte. Sanders y el estudiante se dieron la vuelta y corrieron en la dirección opuesta. Harris y Klebold dispararon contra ambos. Harris impactó a Sanders dos veces en el pecho, pero falló al intentar dispararle al estudiante. Este último llegó al aula de ciencias y advirtió a todos los allí presentes para que se escondieran. Klebold se acercó a Sanders, quien yacía vivo en el suelo, para buscar al estudiante pero finalmente regresó con Harris por el pasillo norte.
Sanders se arrastró hacia el área de ciencias y un profesor lo llevó a un aula donde había treinta estudiantes refugiados. Colocaron un letrero en la ventana que decía «uno desangrándose» para alertar a la policía y al personal médico sobre la ubicación de Sanders. Debido a su conocimiento de primeros auxilios, el estudiante Aaron Hancey fue llevado al aula. Con la ayuda de un compañero de estudio llamado Kevin Starkey y la maestra Teresa Miller, Hancey administró los primeros auxilios a Sanders que duraron tres horas, tratando de detener la pérdida de sangre usando camisetas de los estudiantes en la habitación. Usando un teléfono, la profesora Miller y varios estudiantes mantuvieron contacto con la policía fuera de la escuela. Todos los estudiantes en esta sala fueron evacuados con seguridad más tarde.

### 11:29 a.m. – 11:36 a.m.: Masacre en la biblioteca

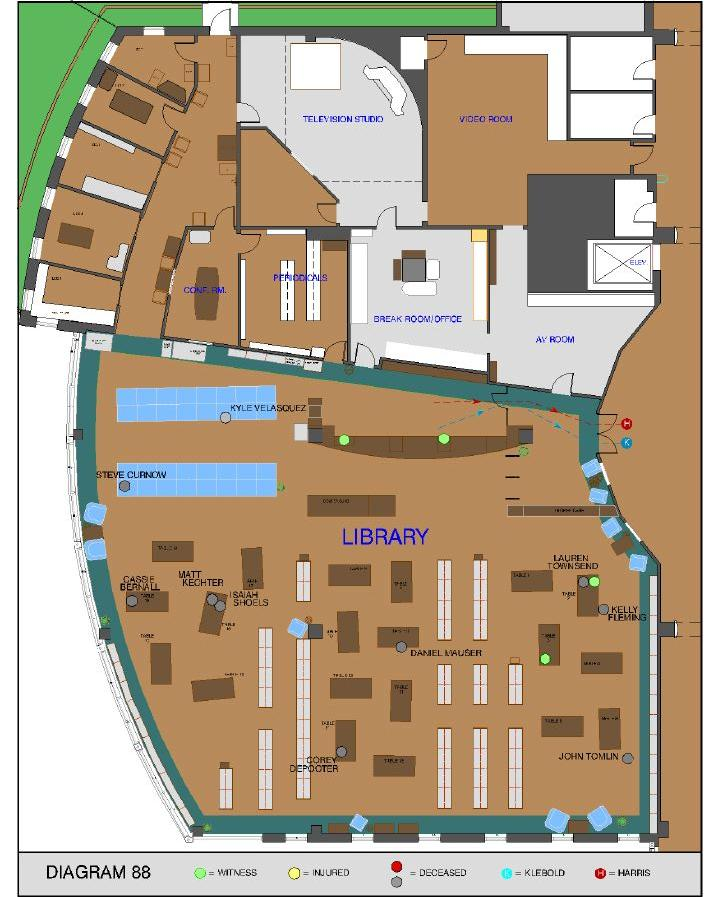
Diagrama del FBI de la biblioteca de Columbine, marcando la ubicación de los fallecimientos.

Mientras se desarrollaba el tiroteo, Patti Nielson se comunicó por teléfono con los servicios de emergencia, contando su historia e instando a los estudiantes a que se escondieran debajo de los escritorios. Según las transcripciones, su llamada fue recibida por un operador del 911 a las 11:25:05 a. m. El tiempo de la llamada desde que contestaron hasta que los tiradores entraron a la biblioteca fue de cuatro minutos y diez segundos. Antes de entrar, los tiradores arrojaron dos bombas a la cafetería, las cuales explotaron. Arrojaron otra bomba al pasillo de la biblioteca, ésta estalló y dañó varias taquillas. A las 11:29 a. m., Harris y Klebold entraron en la biblioteca, donde un total de 52 estudiantes, dos profesores y dos bibliotecarios se habían ocultado.
Al entrar, Harris gritó: «¡Levántense!». El grito fue tan fuerte que se escuchó en la grabación de la llamada al 911 de Patti Nielson a las 11:29:18. El personal y los estudiantes que se escondían en las aulas exteriores de la biblioteca dijeron después que también escucharon a los atacantes decir: «¡Todos los atletas de pie, vamos a matar a los que tengan gorras blancas!» (el uso de una gorra de béisbol blanca en Columbine era una tradición entre los miembros del equipo deportivo, por lo general atletas.) Al ver que nadie se levantó, Harris dijo: «Bien, voy a empezar a disparar de todos modos». Disparó su escopeta dos veces a un escritorio, sin saber que un estudiante llamado Evan Todd se escondía debajo de él. Todd fue herido por astillas de madera, pero no resultó gravemente herido.
Los tiradores caminaron hacia el lado opuesto de la biblioteca, a dos hileras de equipos de cómputo. Todd se escondió detrás del mostrador administrativo. Kyle Velásquez, de 16 años, estaba sentado en la fila norte de computadoras. La policía más tarde dijo que no se había ocultado debajo del escritorio cuando Klebold y Harris habían entrado por primera vez en la biblioteca, pero se había cubierto debajo de la mesa de la computadora. Klebold  gritó: "¡Levantaos todos ahora mismo! ¡Sois todos míos!". Acto seguido disparó y mató a Velásquez, impactándole en la cabeza y la espalda. Klebold, tras matar a Velásquez volvió a gritar: "¡Morid hijos de p*ta!" y "¡Callate la p*ta boca!" a una persona indeterminada, al mismo tiempo que, junto con Harris, gritaban y se reían de la gente. Klebold y Harris dejaron sus maletas llenas de municiones en la fila sur o inferior de las computadoras y volvieron a cargar sus armas. Caminaron hacia las ventanas que daban a la escalera exterior. Al notar que la policía evacuaba a estudiantes fuera de la escuela, Harris dijo: «Vamos a matar a algunos policías». Él y Klebold comenzaron a disparar por las ventanas en dirección de la policía, quienes devolvieron el fuego. Nadie resultó herido en este cruce.
Después de disparar a través de las ventanas hacia los estudiantes que evacuaban y hacia la policía, Klebold disparó su escopeta hacia una mesa cercana, hiriendo a tres estudiantes: Patrick Ireland, Daniel Steepleton y Makai Hall. Acto seguido se quitó su gabardina. Cuando Klebold disparó a los tres, Harris tomó su escopeta y caminó hacia la fila inferior de los mostradores con computadoras, disparando un solo tiro bajo el primer escritorio sin mirar. Impactó a Steven Curnow, de 14 años, con una herida mortal en el cuello. Harris entonces disparó debajo de la mesa adyacente, hiriendo a Kacey Ruegsegger, de 17 años, con un tiro que pasó completamente a través de su hombro derecho y mano, también rozando su cuello y cortando una arteria importante. Cuando empezó a jadear de dolor, Harris le dijo: «Deja de quejarte, es solo una herida superficial».
Harris se acercó a la mesa frente a la fila inferior de computadoras, golpeó la superficie dos veces y se arrodilló, diciendo «Peek-a-boo» ("te encontré") a Cassie Bernall, de 17 años, antes de dispararle una vez en la cabeza, matándola instantáneamente. Harris había estado sosteniendo la escopeta con una mano en este punto y el arma golpeó su cara por la fuerza del disparo, rompiendo su nariz. Los informes iniciales sugieren que Harris le preguntó a Bernall: «¿Crees en Dios?», a lo que respondió que sí, antes de morir. Sin embargo, tres estudiantes que fueron testigos de la muerte de Bernall, incluyendo a Emily Wyant, quien se había ocultado debajo de la mesa con ella, han testificado que Bernall no intercambió palabras con Harris después de su burla inicial, aunque Bernall había estado rezando antes de su asesinato.
Después de dispararle fatalmente a Bernall, Harris se volteó hacia la mesa de al lado y halló a Bree Pasquale. Harris le preguntó a Pasquale si quería morir, y ella respondió con una súplica por su vida. Más tarde, testigos informaron que Harris parecía desorientado, posiblemente porque su nariz había empezado a sangrar. Mientras Harris se burlaba de Pasquale, Klebold observó que Patrick Ireland trataba de ayudar a Hall, quien había sufrido una herida en la rodilla. Mientras esto ocurría, Klebold le disparó a Ireland una segunda vez, impactándole dos veces en la cabeza y una vez en el pie. Ireland fue dejado inconsciente, pero sobrevivió.
- 13. Evan Todd, 15. Recibió heridas menores por astillas del escritorio bajo el cual se ocultaba.
- 14. Kyle Velasquez, 16. Asesinado por disparos de arma de fuego a la cabeza y espalda.
- 15. Patrick Ireland, 17. Recibió disparos a la cabeza y el pie.
- 16. Daniel Steepleton, 17. Recibió un disparo en el muslo.
- 17. Makai Hall, 18. Recibió un disparo en la rodilla.
- 18. Steven Curnow, 14. Asesinado por un disparo en el cuello.
- 19. Kacey Ruegsegger, 17. Recibió disparos en el hombro, mano y cuello.
- 20. Cassie Bernall, 17. Asesinada por un disparo de escopeta en la cabeza.
- 21. Isaiah Shoels, 18. Asesinado por un disparo al pecho.
- 22. Matthew Kechter, 16. Asesinado por un disparo al pecho.
- 23. Lisa Kreutz, 18. Recibió disparos al hombro, mano, brazos y muslo.
- 24. Valeen Schnurr, 18. Herida con lesiones al pecho, brazos y abdomen.
- 25. Mark Kintgen, 17. Recibió disparos a la cabeza y hombro.
- 26. Lauren Townsend, 18. Asesinada por múltiples disparos a la cabeza, pecho y extremidades inferiores.
- 27. Nicole Nowlen, 16. Recibió un disparo en el abdomen.
- 28. John Tomlin, 16. Asesinado por disparos múltiples a la cabeza y cuello.
- 29. Kelly Fleming, 16. Asesinada por un disparo de escopeta a la espalda.
- 30. Jeanna Park, 18. Recibió un disparo en la rodilla, hombro y pie.
- 31. Daniel Mauser, 15. Asesinado por un solo disparo en la cara.
- 32. Jennifer Doyle, 17. Recibió disparos en la mano, pierna, y hombro.
- 33. Austin Eubanks, 17. Recibió disparos en la mano y rodilla.
- 34. Corey DePooter, 17. Asesinado por disparos al cuello y pecho.

Klebold se dirigió hacia otro grupo de mesas, donde descubrió a Isaiah Shoels, de 18 años, Matthew Kechter, de 16 años, y Craig Scott (el hermano menor de Rachel Scott), de 16 años, quienes se escondieron bajo una mesa. Los tres eran atletas populares. Klebold intentó sacar a Shoels de debajo de la mesa. Llamó a Harris, refiriéndose a él por su identidad en línea (REB) y gritando: «¡REB, hay un negro aquí!» Harris dejó a Pasquale y se unió a él. Según testigos, Klebold y Harris se burlaron de Shoels por unos segundos, haciendo comentarios raciales despectivos. Harris se arrodilló y disparó contra Shoels una vez en el pecho a corta distancia, matándolo instantáneamente. Klebold también se arrodilló y abrió fuego, impactando y matando a Kechter. Harris entonces gritó; «¿Quién está listo para morir a continuación?». Craig Scott no fue alcanzado por las balas y fingió su muerte sobre la sangre de sus dos amigos. Harris se volvió y lanzó una bomba de CO2 a la mesa donde Hall, Steepleton e Ireland estaban ubicados. Aterrizó en el muslo de Steepleton, y Hall rápidamente la lanzó lejos de su mesa.
Harris caminó hacia las estanterías entre el oeste y el centro de las mesas de la biblioteca. Saltó sobre una y la sacudió, luego disparó en una dirección desconocida dentro de esa área general. Klebold caminó por la zona principal, pasando por el primer conjunto de estanterías, el escritorio central y un segundo conjunto de libreros en el área este. Harris caminó desde la estantería donde había disparado, pasando por el área central para encontrarse con Klebold. Este último disparó contra una vitrina ubicada junto a la puerta, luego se volvió y disparó hacia la mesa más cercana, golpeando e hiriendo a Mark Kintgen, de 17 años, en la cabeza y el hombro. Luego se volvió hacia la mesa a su izquierda y disparó, hiriendo a Lisa Kreutz de 18 años y a Valeen Schnurr con la misma explosión de escopeta. Klebold se movió hacia la misma mesa y disparó con su TEC-9, matando a Lauren Townsend, de 18 años. En este punto, la gravemente herida Valeen Schnurr comenzó a gritar: «¡Oh, Dios mío, su cara, ¿cuál es tu problema?! ¡Ayuda, ayuda!» En respuesta, Harris le dijo que se callase la boca mientras que Klebold le preguntó si creía en la existencia de Dios; cuando Schnurr respondió que sí, Klebold simplemente preguntó «¿por qué?», antes de alejarse de la mesa.
Harris se acercó a otra mesa donde se escondían dos chicas. Se inclinó para mirarlas y las calificó de «patéticas». Harris luego se trasladó a otra mesa donde disparó dos veces, hiriendo a los chicos de 16 años de edad Nicole Nowlen y John Tomlin. Cuando Tomlin intentó alejarse de la mesa, Klebold le dio una patada. Harris se burló del intento de Tomlin por escapar, antes de que Klebold le disparara al joven repetidamente, matándolo. Harris caminó hacia el otro lado de la mesa donde Lauren Townsend yacía muerta. Detrás de la mesa, una chica de 16 años llamada Kelly Fleming estaba sentada al lado de la mesa. Harris le disparó a Fleming con su escopeta, impactándola en la espalda y matándola instantáneamente. Disparó a la mesa detrás de Fleming, hiriendo de nuevo a Townsend y a Kreutz, e hiriendo a Jeanna Park, de 18 años. Una autopsia más tarde reveló que Townsend murió por los disparos anteriores infligidos por Klebold.
Los tiradores se trasladaron al centro de la biblioteca, donde continuaron recargando sus armas en una mesa. Harris notó que un estudiante se escondía cerca y le pidió que se identificara. Era John Savage, un conocido de Klebold, quien había ido a la biblioteca a estudiar para una prueba de historia. Savage dijo su nombre, creyendo que estaban dirigiéndose solo a los atletas (algo que Savage no era), en un intento de salvar su vida. Entonces le preguntó a Klebold por lo que estaban haciendo, a lo que él respondió: «Oh, solo matando gente». Savage preguntó si iban a matarlo. Tuvo que repetir la pregunta, ya que Klebold no le había escuchado por el ruido de la alarma antiincendios. La segunda vez, Klebold vaciló un momento y finalmente le dijo que se fuera. Savage huyó inmediatamente y escapó por la entrada principal de la biblioteca.
Después de que Savage se había marchado, Harris se volvió y disparó su carabina a una mesa, rozando la oreja de Daniel Mauser, de 15 años. Cuando Mauser se defendió, empujando una silla hacia Harris, Harris disparó de nuevo y la bala impactó a Mauser en la cara a corta distancia, matándolo. Ambos tiradores se movieron hacia el sur y dispararon aleatoriamente bajo otra mesa, hiriendo críticamente a dos jóvenes de 17 años, Jennifer Doyle y Austin Eubanks, e hiriendo a Corey DePooter, de 17 años. A DePooter, el último en morir en la masacre, a las 11:35 a. m., más tarde se le atribuyó haber mantenido a sus amigos en calma durante la masacre.
No hubo más lesiones después de las 11:35 a. m. Habían matado a 10 personas en la biblioteca y herido a 12. De los 56 rehenes de la biblioteca, 34 permanecieron ilesos. Los investigadores descubrirían más tarde que los tiradores tenían suficiente munición para haberlos asesinado a todos.
Varios testigos más tarde dijeron que escucharon a Harris y Klebold comentar que ya no encontraban emoción al disparar a sus víctimas. Klebold fue escuchado diciendo: «Tal vez deberíamos empezar a acuchillar a la gente, eso podría ser más divertido» (ambos jóvenes estaban equipados con cuchillos). Se alejaron de la mesa y se dirigieron hacia el mostrador principal de la biblioteca. Harris lanzó un cóctel molotov hacia el extremo suroeste de la biblioteca, pero no explotó. Harris recorrió el lado este del mostrador y Klebold se le unió desde el oeste; convergieron cerca de donde Todd se había trasladado después de haber sido herido. Harris y Klebold se burlaron de Todd, quien llevaba una gorra blanca. Cuando los tiradores exigieron ver su cara, Todd levantó parcialmente su gorra para que su rostro quedara oscurecido. Cuando Klebold le pidió a Todd que le diera una razón por la que no debía matarlo, Todd dijo: «No quiero problemas». Klebold dijo: «¿Problemas? ¡Ni siquiera sabes qué maldito problema es!». Los tiradores discutieron matarlo, pero finalmente se fueron.
Los tiradores decidieron abandonar la biblioteca. Antes de retirarse, Klebold se volvió y disparó una vez en una sala de descanso abierta del personal de la biblioteca, impactando un pequeño televisor. Antes de que se fueran, Klebold golpeó una silla en la parte superior de la terminal de la computadora y varios libros en el mostrador de la biblioteca, justo encima de la oficina donde Patti Nielson se había escondido.
Los dos salieron de la biblioteca a las 11:36 a. m., poniendo fin a la situación de rehenes allí. Con cautela y temiendo el regreso de los tiradores, 34 sobrevivientes no lesionados y 10 heridos comenzaron a evacuar la biblioteca a través de la puerta norte, que condujo a la acera adyacente a la entrada oeste. Kacey Ruegsegger fue evacuada de la biblioteca por Craig Scott. Si no hubiera sido evacuada en este punto, Ruegsegger probablemente habría sangrado hasta la muerte por sus heridas. Patrick Ireland, inconsciente, y Lisa Kreutz, incapaz de moverse, permanecieron en el edificio. Patti Nielson se unió a Brian Anderson y al personal de la biblioteca en el cuarto de descanso exterior, en el que Klebold había disparado más temprano. Se encerraron y permanecieron allí hasta que fueron liberados, aproximadamente a las 3:30 p. m.

### 12:08 p.m.: Suicidio de los perpetradores
Luego de dejar la biblioteca, Harris y Klebold deambularon por la escuela realizando disparos ocasionales, pero sin encontrar blancos humanos. Aproximadamente a las 11:44 a. m., el dúo fue capturado por las cámaras de seguridad del sitio cuando se dirigían nuevamente a la cafetería. Luego de salir de la cafetería, Harris y Klebold recorrieron los pasillos sur y norte. A las 12:02 p. m., ingresaron nuevamente a la biblioteca, que se encontraba vacía de estudiantes sobrevivientes excepto por Patrick Ireland y Lisa Kreutz, que se encontraban heridos e inconscientes. Una vez adentro dispararon nuevamente por las ventanas hacia la policía. Aproximadamente a las 12:08 p. m., Harris y Klebold se suicidaron: Harris se disparó en el paladar y Klebold se disparó en la sien.
- 35. Eric Harris, 18. Se suicidó por un disparo en el paladar.
- 36. Dylan Klebold, 17. Se suicidó por un disparo en la sien.

Patrick Ireland había recuperado y perdido el conocimiento varias veces después de recibir dos disparos de Klebold. Se arrastró hasta las ventanas de la biblioteca donde, a las 2:38 p. m., abrió la ventana con la intención de caer en los brazos de dos miembros del equipo SWAT que estaban de pie en el techo de un vehículo de emergencia, pero en su lugar cayó directamente sobre el techo del vehículo en una piscina de sangre. Más tarde los miembros del equipo SWAT fueron criticados por permitir que Ireland cayera más de dos metros al suelo sin hacer nada para tratar de asegurar que pudiera bajar de manera segura o evitar su caída. Lisa Kreutz, de 18 años y con heridas de bala en el hombro, brazos, manos y muslos, permaneció en la biblioteca. En una entrevista posterior, recordó haber oído algo como «tú en la biblioteca» más o menos a la hora de los suicidios de Eric Harris y Dylan Klebold. Kreutz yacía en la biblioteca, siguiendo la pista del tiempo por el sonido de las campanas de la escuela, hasta que llegó la policía. Ella había intentado moverse, pero estaba desorientada. Finalmente fue evacuada a las 3:22 p. m. junto con Patti Nielson, Brian Anderson y los tres empleados de la biblioteca que se habían escondido en la sala de descanso.

### Fin de la crisis
Al mediodía, equipos de las fuerzas armadas, los SWAT y ambulancias se estacionaron fuera de la escuela. A las 3:00 p. m., Dave Sanders falleció a causa de sus heridas antes de que el equipo SWAT pudiera trasladarlo para que recibiera asistencia médica. Fue el único maestro que murió en el atentado. Los oficiales encontraron los cuerpos sin vida en la biblioteca a las 3:30 p. m.

### Secuela inmediata
El 21 de abril, agentes del escuadrón de desactivación de explosivos recorrieron la escuela. A las 10:00 de la mañana, el escuadrón de desactivación de explosivos declaró el edificio seguro para los oficiales. A las 11:30 de la mañana, un portavoz del sheriff declaró que la investigación estaba en marcha. Trece de los cadáveres todavía estaban dentro de la escuela cuando los investigadores fotografiaron el edificio.
A las 2:30 p. m., una conferencia de prensa fue sostenida por el fiscal de Distrito del Condado de Jefferson, David Thomas y el sheriff John Stone, en la que afirmaron que sospechaban que otros habían ayudado a planear el tiroteo. La identificación formal de los muertos aún no había tenido lugar, pero se había notificado a las familias de los jóvenes que se creían fallecidos. A lo largo de la tarde y temprano en la noche, los cuerpos fueron retirados gradualmente de la escuela y llevados a la Oficina del Forense del Condado de Jefferson para ser identificados. A las 5:00 p. m., los nombres de muchos de los muertos se hicieron públicos. Un comunicado oficial fue dado a conocer, diciendo que hubo 15 muertes confirmadas y 27 lesiones relacionadas con la masacre. Cuando los cadáveres de Harris y Klebold fueron retirados de la escuela, comenzó una lluvia intensa sobre la escuela. 
El 30 de abril, oficiales de alto rango del Condado de Jefferson y la Oficina del Sheriff del Condado de Jefferson se reunieron para decidir si debían revelar que Michael Guerra (detective de la Oficina del Sheriff) había redactado una declaración jurada para una orden de registro de la residencia de Harris más de un año antes de la fecha, basado en su investigación de la página web de Harris y sus actividades. Decidieron no divulgar esta información en una conferencia de prensa celebrada el 30 de abril. Durante los siguientes dos años, el proyecto original de Guerra y los documentos de archivo de investigación se perdieron. Esto fue calificado como «sospechoso» por un gran jurado convocado después de que la existencia del archivo fuera reportada en abril de 2001.
En los meses posteriores al tiroteo, la atención de los medios se centró en Cassie Bernall, asesinada después de que le preguntaran por su creencia en Dios. Bernall había respondido «Sí» a esta pregunta antes de su asesinato. Emily Wyant (el testigo vivo que más cerca estaba de Bernall cuando murió) negó que ella y Harris hubieran tenido tal conversación.
La superviviente Valeen Schnurr afirma que ella fue la persona a la que Harris preguntó en cuanto a su creencia en Dios. Joshua Lapp pensó que había sido Bernall la interrogada pero no pudo indicar correctamente dónde se situaba, y estaba más cerca de Schnurr durante los disparos. Otro testigo, Craig Scott, cuya hermana Rachel Scott también fue retratada como un mártir cristiano, afirmó que la discusión fue con Bernall. Cuando se le pidió que indicara de dónde venía la conversación, señaló el sitio donde habían disparado a Schnurr. Sin embargo, Bernall y Rachel Scott fueron consideradas ambas mártires cristianas por los cristianos evangélicos.

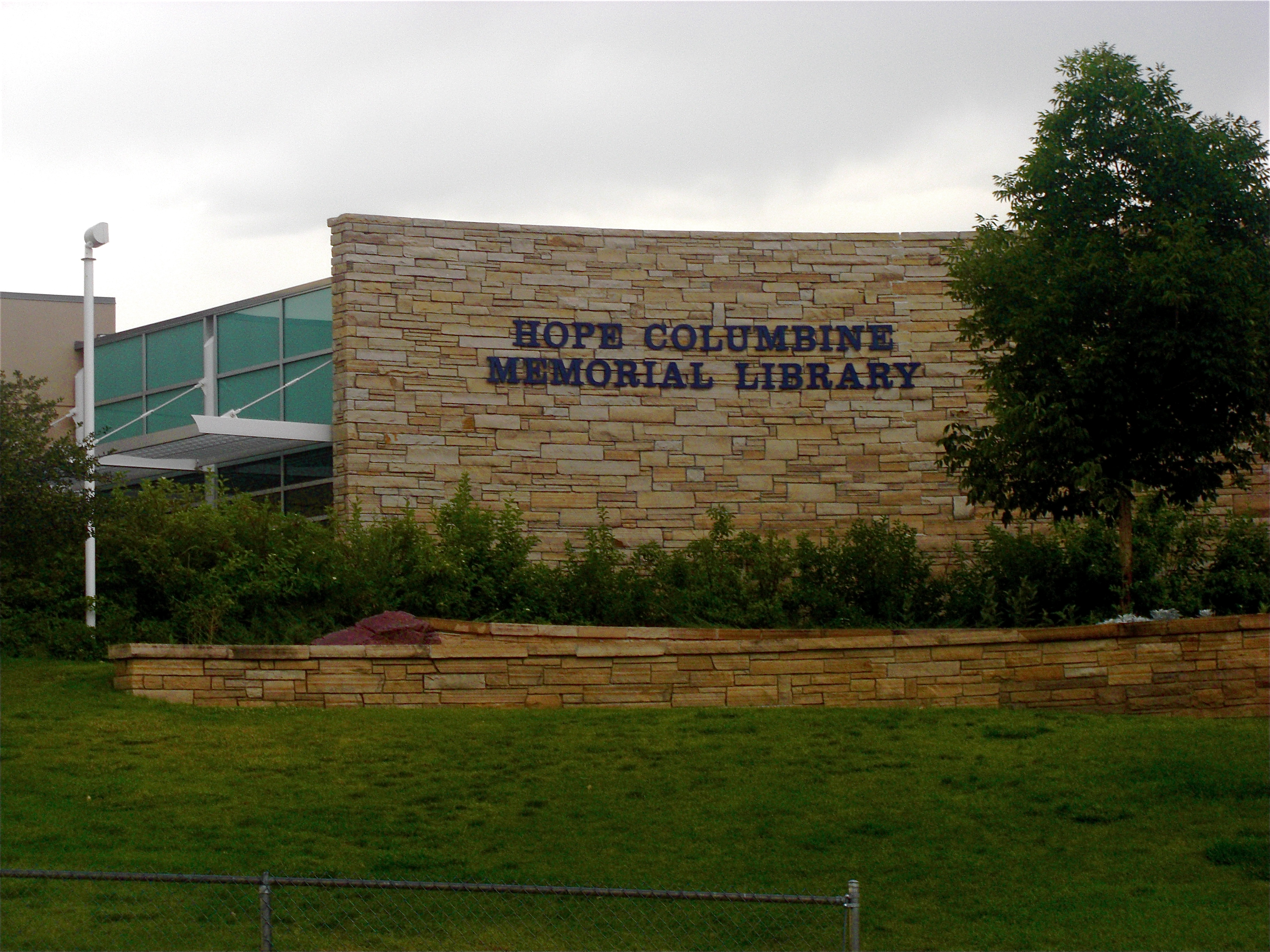
Nueva biblioteca Hope Columbine Memorial en la escuela.

## En la cultura popular

#### Música
Canciones y álbumes que hacen referencia al hecho:
- «The Kinslayer» de la banda finlandesa de metal Nightwish, de su álbum Wishmaster (2000).
- «Roman Reloaded» (2012), de Nicki Minaj.
- «The Nobodies» de Marilyn Manson, de su disco Holy Wood (In the Shadow of the Valley of Death) (2001).
- «I'm Back» de Eminem, de su disco The Marshall Mathers LP (2000).
- «Pumped Up Kicks» de Foster the People (2010).
- El disco Teenwitch (2014), del cantante de rap underground Bones.
- «Rap God» de Eminem.
- «Cassie» de la banda Flyleaf.
- «Arizona» de Natos, Waor y Recycled J.
- «April 20 1999» de Beach Goons.
- «Rock the 40 OZ» de Leftover Crack.
- «Fuego y miedo», de Ska-P (2008).
- «Rampage» de Nicole Dollanganger.
- «Como Columbine» (2016), de Ferta.
- «Columbine» de Skynd.
- «Errores» de Mitsuruggy.
- La canción «Shooters» de OLDBOY junto a Niño Enfermo (2016).
- «Claudio Paul Caniggia» de Una Bandita Indie de La Plata (2018).
- «A New Hope» de Five Iron Frenzy.
- «This Is Your Time» de Michael W. Smith.
- El EP The Art Of Human Nature (2021), del cantante de rap underground Sxmpra.
- Los sencillos "Agony" parte I y II del cantante Brain-Death.
- «Powerstation» de Alexander Perls.
- The Anatomy Of A School Shooting del rapero (ILL BILL) del álbum [What's Wrong With Bill]
- Yonkers del rapero (Tyler, the creator) del álbumGoblin (2011)
- Eazy del rapero The Game ft.KanYe West. (single)

#### Cine y series
Películas, series y documentales que se refieren al hecho o a hechos parecidos:
- Duck! The Carbine High Massacre (1999), de William Hellfire y Joey Smack.
- Bowling for Columbine (2002), de Michael Moore.
- Bang Bang You're Dead (2002), de Guy Ferland.
- Elephant (2003), de Gus Van Sant.
- Zero Day (2003), de Ben Coccio.
- Cold Case: Rampage (2006).
- Klass (2007), de Ilmar Raag.
- I'm Not Ashamed (2016), basada en la vida de Rachel Scott, la primera estudiante asesinada, según los diarios que había escrito, con un fuerte mensaje en torno a su creencia en Jesús.
- American Horror Story: Murder House (2011).
- 13 Reasons Why (2018 y 2020).
- Hello Herman (2013), de Michelle Danner.

#### Literatura
Libros que hacen referencia al tiroteo:
- La novela La flor de fuego, de la autora española Alba Quintas Garciandia (Nocturna Ediciones, 2017).
- La novela Las fabulosas aventuras del Profesor Furia y Mr. Cristal, del autor español César Mallorquí (Ed. Edebé, 2015).[66]
- El libro testimonial Balance de una madre (A Mother's Reckoning: Living in the Aftermath of Tragedy, 2016), de Sue Klebold, madre de Dylan Klebold.

#### Videojuegos
Videojuegos que tratan sobre el hecho:
- Super Columbine Massacre RPG!
- Pico's School